# Ангмагссалик
Ангмагссалик (дат. Angmagssalik), иногда называемый Тасиилак (дат. Tasiilaq) — крупнейший населённый пункт в восточной Гренландии. Находится в коммуне Сермерсоок на острове Аммассалик. Основан в 1894 году. Население — 1985 человек (данные на 2020 год).

## Транспорт
Транспортное сообщение вертолётом из аэропорта Кулусука.
В порту Ангмагссалика останавливаются круизные корабли и частные яхты. Так, в сентябре 2005 года на рейде порта останавливалось в рамках круизной программы российское научно-исследовательское судно «Академик Сергей Вавилов».

## Галерея

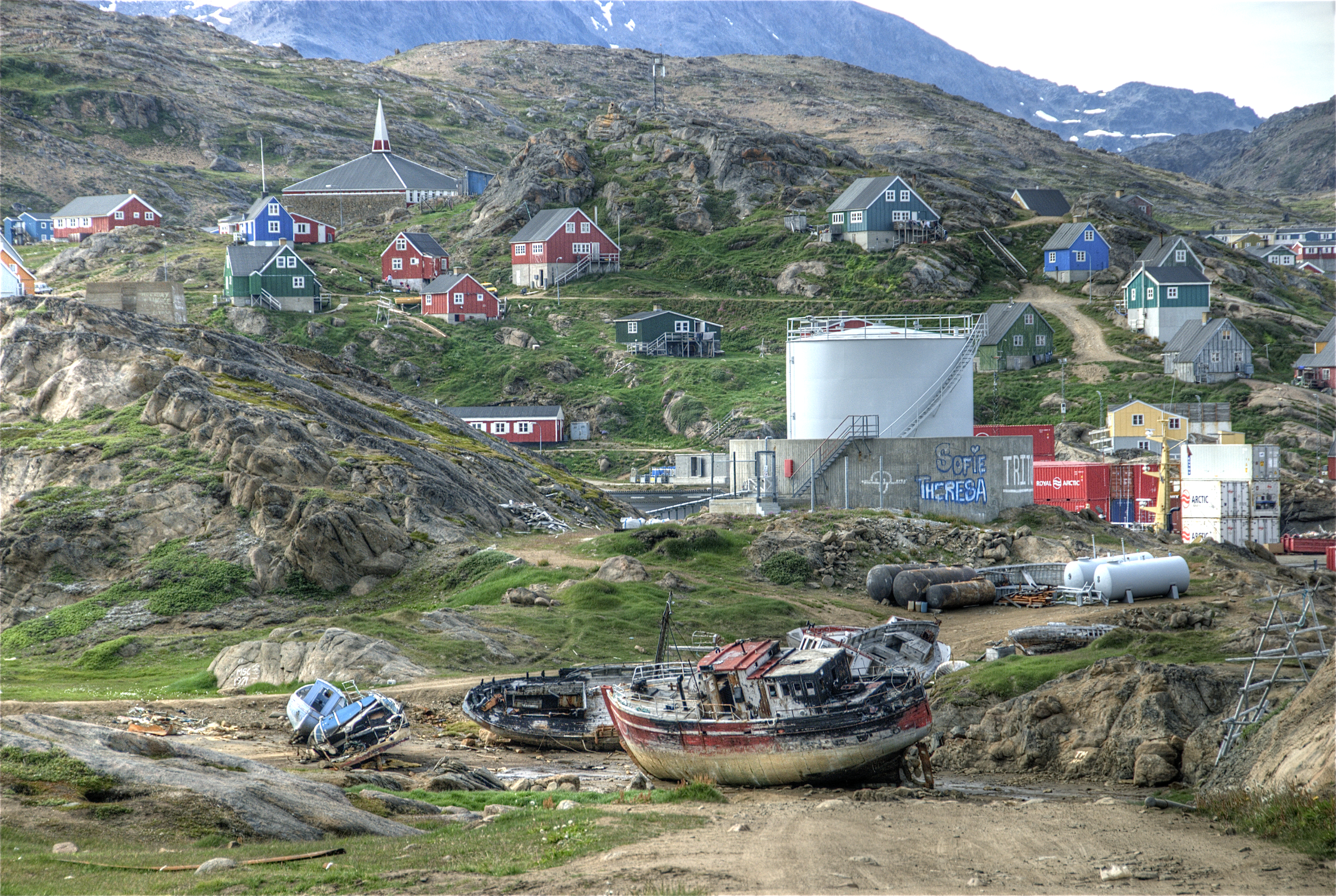
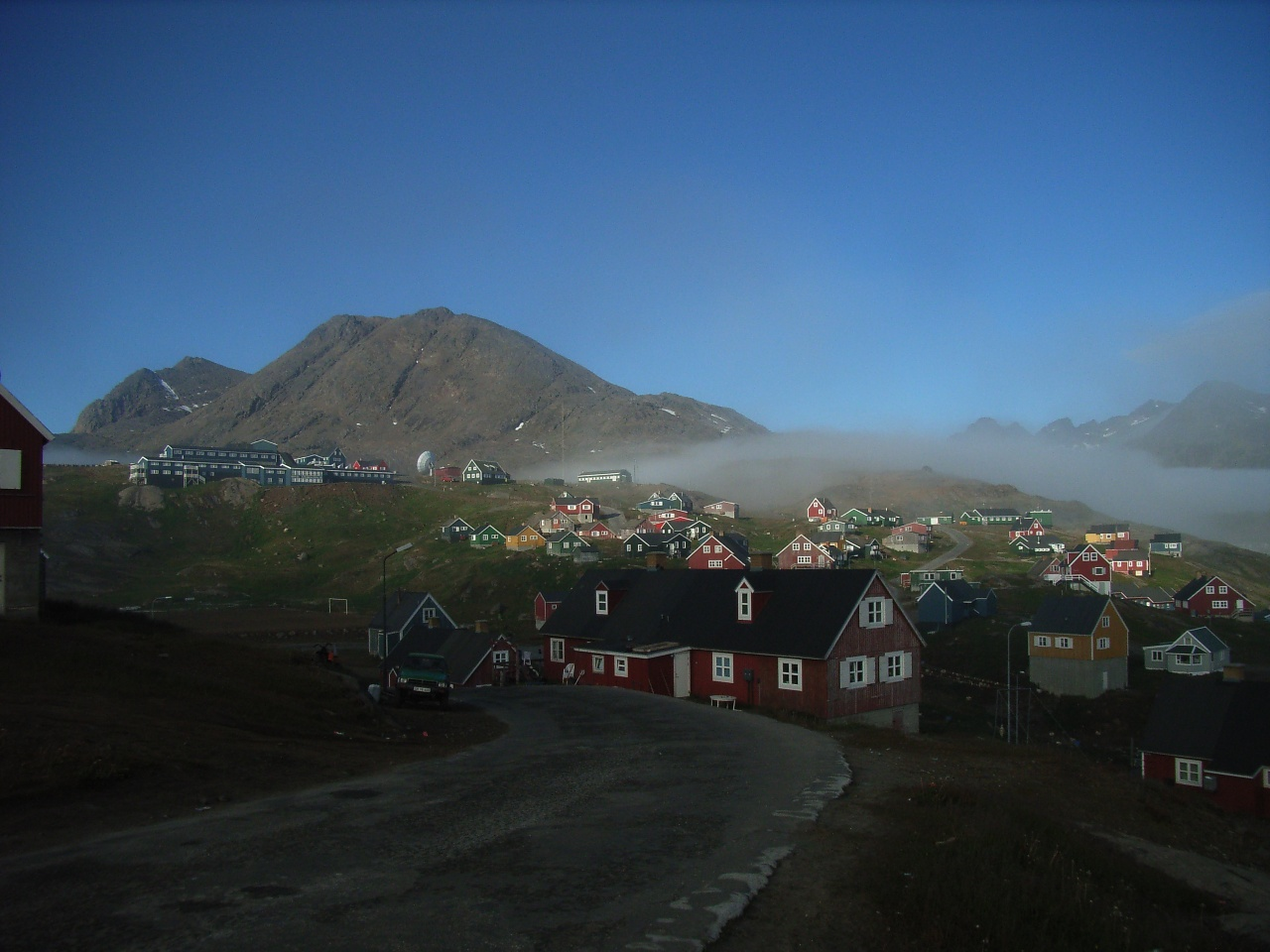
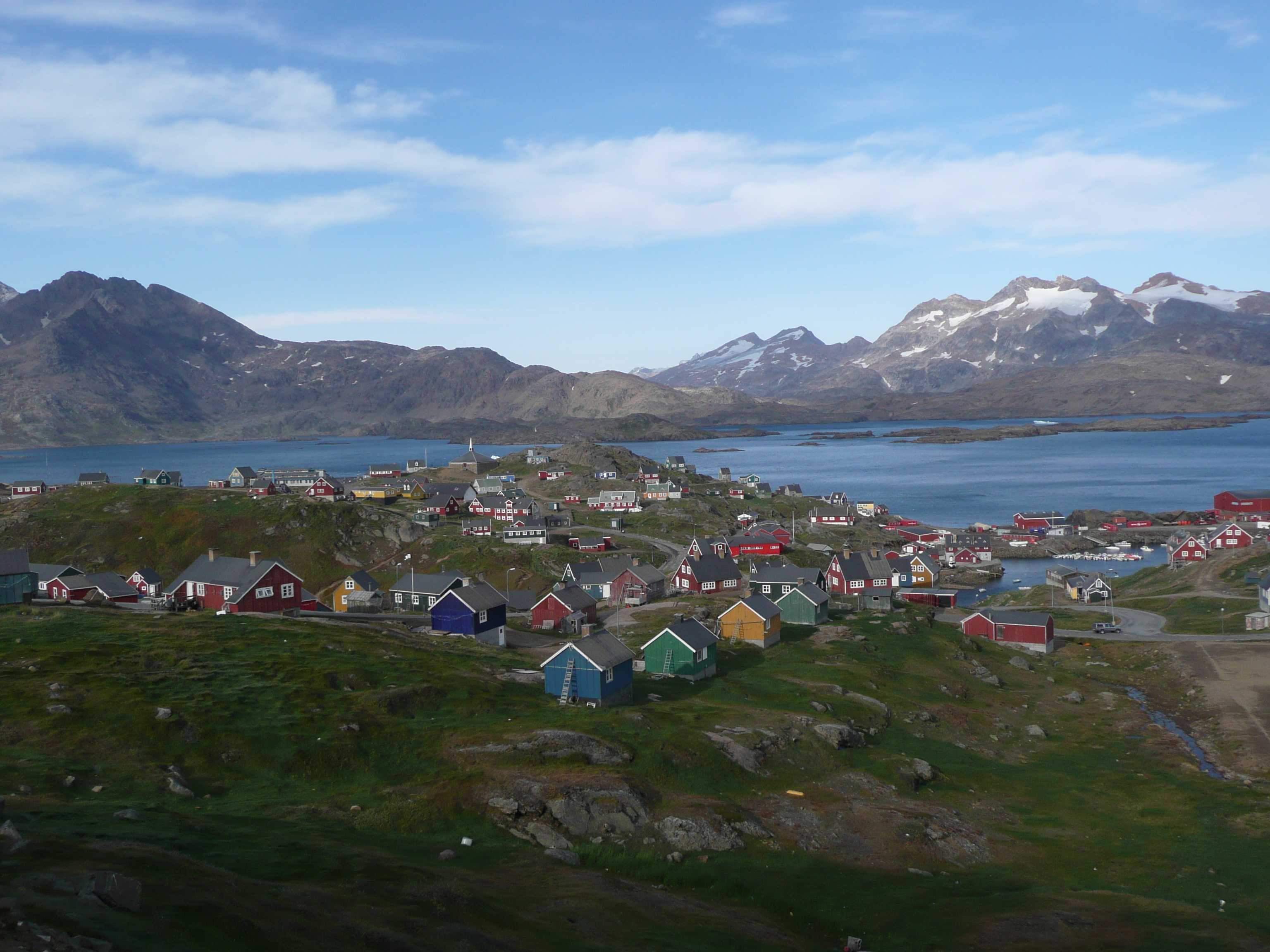
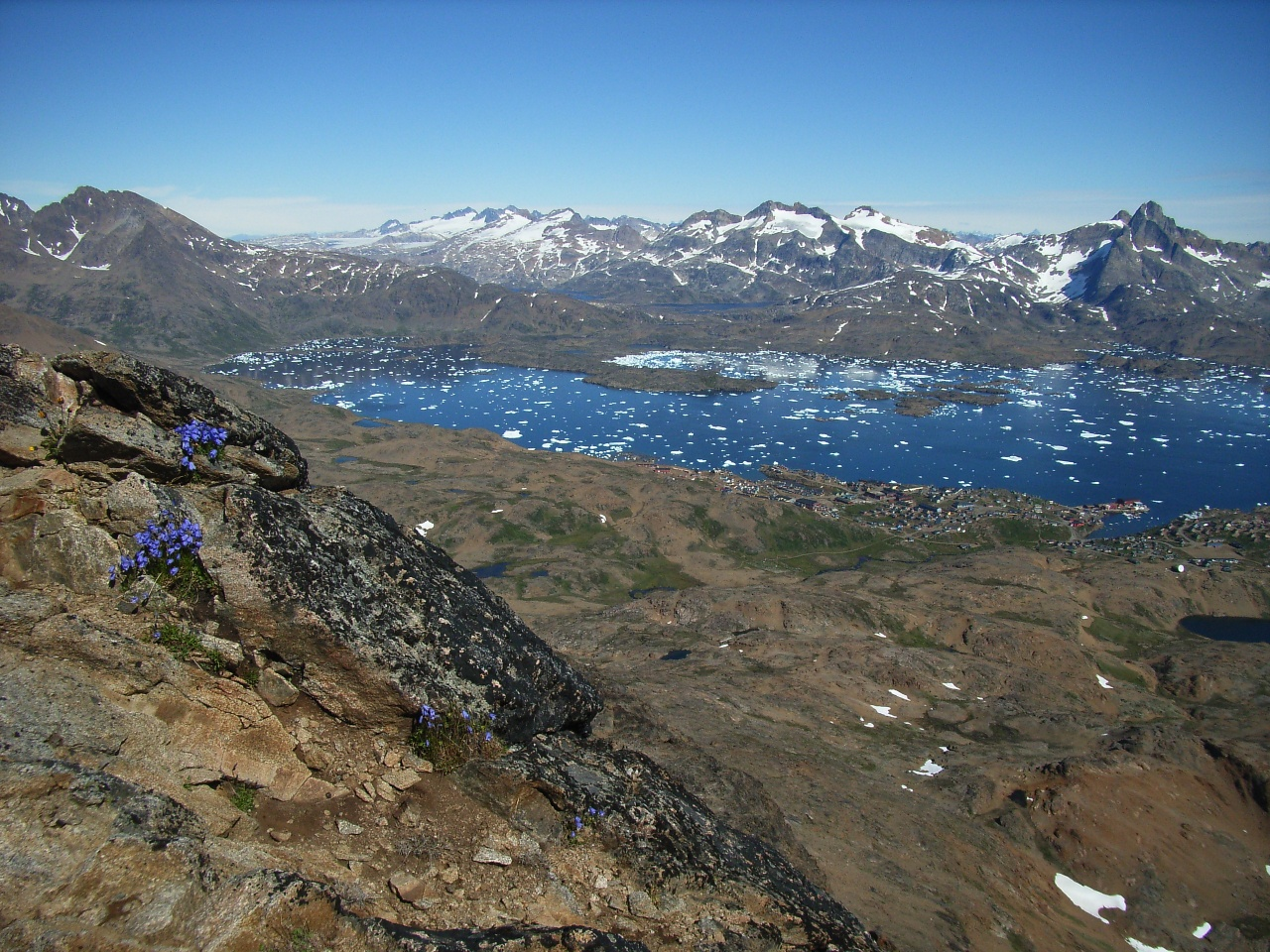